# Дисоргазмија
Дисоргазмија се дефинише као болан оргазам, али без претходног бола током сексуалног односа . Бол се често манифестује у облику грчева у материци, карлицичном пределу, задњици, леђима или трбуху. Трајање бола може варирати од неколико секунди, преко неколико минута до неколико сати.
Дисоргазмија није само проблем партнера који је доживљава, већ је то је и проблем оба партнераа. Зато је увек добро бити отворен и причати о овом непријатном искуству са својим партнером, јер то може бити први корак ка решењу овог стања.

## Опште информације
Дисоргазмија се може јавити током или непосредно након оргазма (понекад и до неколико сати након оргазма) или сексуалног односа у виду грчева, који могу бити слични они у току менструалног циклуса.
И мушкарци као и жене могу доживети оргазмички бол након сексуалног односа. Иако се термин дисорзазмија код мушкараца понекад користи за наизменично болне ејакулације, оне се сматрају подтипом мушке дисоргазмије, јер мушкарци могу осетити сличан бол и без ејакулације.
Дисоргазмија може бити један од нежељени ефекат хируршких процедура као што је простатектомија.

## Терапија
Лечење дисоргазмије зависи од њеног узрока. Ако је нпр. узрокована бактеријском инфекцијом, болест се лечи оралним антибиотицима или, у тешким инфекцијама, давањем антибиотика интравенозно. Лекови против болова ће се најчешће прописивати за смањење отока и ублажавање болова.
Ако је дисоргазмија последица операције, терапија може бити само стрпљење до опоравка или примена додатних лекова. Код мушкараца цисте или камење могу да се уклоне хируршки у поступку који се зове трансуретрална ресекција ејакулационих канала.
Уколико је узрок болног оргазма узимање антидепресива, неопходно је да психијатар пронађе адекватну алтернативу леку који пацијент узима, али ни у ком случају не сме сам  прекидати терапију, јер то може погоршати стање. симптоми депресије.
И у лечењу пудендалне неуропатије постоји решење, а лекар може да препише адекватне лекове или предложи хируршку интервенцију на нерву. Ако је проблем рак простате, лечење ће зависити од врсте рака и његовог стадијума.
Као и код простатитиса, трихомонијаза се лечи антибиотицима, а оболели морају увек да памте да је то полно преносива болест. 
Ако је проблем психолошке природе, лекар ће највероватније препоручити психотерапију.